# Livsfilosofi
Der er mindst to anvendte filosofiske opfattelser af termen livsfilosofi: En formel og en uformel opfattelse. I den formelle opfattelse, er livsfilosofi en akademisk undersøgelse i områderne æstetik, etik, erkendelsesteori, logik, metafysik, såvel som social og politisk filosofi. Ens egen "livsfilosofi" er filosofi af den uformelle opfattelse, som en personlig filosofi, hvis fokus er at afdække eksistentielle spørgsmål om conditio humana.
Termen livsfilosofi refererer også til en mere specifik begrebsliggørelse af filosoferen som en eksistensform, 
fremført af den tyske Lebensphilosophie-bevægelse, hvis hovedrepræsentant er Wilhelm Dilthey 
og mange andre kontinental filosoffer såsom Henri Bergson og Pierre Hadot.

## Conditio humana
Conditio humana ser ud til at være en kamp mellem hvad som er (eksistens) og hvad burde (essens) være.
- Normativ etik / normative situationer – Alternativer, valg, frihed, værdier, moral, idealer, forpligtelser, ansvarlighed
- Eksistentiel krise – Endelighed, fremmedgørelse, angst, skyldfølelse, ambivalens, geworfenheit

## Hovedsvar til eksistentielle spørgsmål
Der er mindst tre herskende teorier på hvordan man reagerer på eksistentielle spørgsmål.

### Fornægtelse af essens
- Nihilisme, fornægtelse af mening

### Fornægtelse af eksistens
- Essentialisme

### Livsbekræftigelse
- Livssynshumanisme
- Religion

## Religion som et forsøg på at overkomme den eksistentielle krise
Der er to grundlæggende former for eksistentialisme:

### Religiøs eksistentialisme
Religiøs eksistentialisme er bedst eksemplificeret af St. Augustine, Blaise Pascal, Paul Tillich, og Søren Kierkegaards filosofi. Religiøs eksistentialisme rummer at der er to niveauer af virkelighed, essens, hvilket er grundlaget for væren - og eksistens.

### Ateistisk eksistentialisme
Ateistisk eksistentialisme er bedst eksemplificeret af Friedrich Nietzsche, Martin Heidegger og Jean-Paul Sartre. Ateistisk eksistentialisme rummer at der er ét niveau af virkelighed, eksistens. I denne opfattelse, konstruerer hver person sin egen unikke og midlertidige essens.

### Yderligere læsning
- William James and other essays on the philosophy of life, Josiah Royce
- Existential philosophy, Paul Tillich
- Reconsidering Meaning in Life
- Philosophy of Life in Contemporary Society